# Joaquim Hugas i Vilanova
Joaquim Hugas i Vilanova (Castelló d'Empúries, Alt Empordà, 26 de maig de 1819 - Girona, Gironès, 30 de setembre de 1870) va ser un metge, cirurgià i oculista català.
Nascut el 1819 a Castelló d'Empúries, fill d'en Francisco d'Asís Hugas, ric hisendat de Torroella de Montgrí, estudià a l'Institut de Figueres les assignatures obligatòries per poder-se fer cirurgià. Després de cursar els estudis corresponents, es presenta a la prova de suficiència per a l'exercici de la professió de cirurgià. Es trasllada a Barcelona i entre 1840 a 1943 cursa tres cursos al Col·legi de Cirurgia de Barcelona. En els anys que resideix a Barcelona per assistir a les classes dels estudis de Medicina i Cirurgia, freqüenta alguns dels dispensaris oftalmològics barcelonins, principalment, les consultes dels oftalmòlegs Joaquim Soler Padern i Lluís Carreras i Aragó.
El 1849, Joaquim Hugas Vilanova es casa amb Joaquima Aguacil Barber, filla del metge d'Hostalric Josep Aguacil Capella, i s'estableix en aquest poble de La Selva on exercirà com a cirurgià. La seva dona mor el 1857 i el deixa vidu, amb dues filles. El 1960 és nomenat vocal de la Junta Municipal de Sanitat de l'Ajuntament d'Hostalric. El 1961, per obtenir el títol de Batxiller en Arts, Jaume Hugas s'examina a l'Institut de Segona Ensenyança de Barcelona i, posteriorment, ingressa a la Facultat de Ciències Mèdiques de Barcelona, institució que havia substituït al Reial Col·legi de Cirurgia, obtenint, dos anys després, el grau de llicenciat en Medicina. El 7 d'octubre de 1863 va produir-se un greu accident ferroviari, en el qual va haver-hi diversos morts i nombrosos ferits, alguns de greus. Hi van acudir a prestar els seus primers auxilis diversos metges, entre els quals es trobava Joaquim Hugas, que va intervenir amb gran decisió i valor tant en el tractament dels ferits com en l'allotjament a casa seva d'alguns dels ferits més greus que s'ocuparà d'operar. L'any següent és distingit per la reina Isabel II, que li concedeix l'ingrés a l'Orde Civil de la Beneficència.
El 1866, es trasllada a Girona amb la seva família per establir-se com a metge cirurgià oculista. En el rètol que col·loca a la porta de la seva consulta, de la mateixa manera que a la premsa local i comarcal gironina, s'adverteix dels tipus d'intervencions que efectua, i que només cobrarà les intervencions que tinguin èxit. A la ciutat de Girona, Joaquim Hugas està molt ben considerat socialment. El 1968, la Diputació provincial acorda nomenar-lo vocal de la Junta de Sanitat de Girona. Posteriorment, el 1969 el governador de la província gironina el nomena metge cirurgià de les presons, metge higiènic de les cases de prostitució i responsable mèdic dels quintos de la lleva. El 1870 se li confirma la plaça com a únic metge cirurgià de la presó de Girona. La seva filla gran, Pepita Hugas Aguacil obrirà el primer establiment d'òptica moderna de la ciutat de Girona.